# Вяйсянен, Армас Отто
А́рмас О́тто Вя́йсянен (9 апреля 1890 — 18 июля 1969) — финский исследователь народной музыки, этнограф и этномузыковед.
В начале двадцатого века он документировал в записях и фотографиях традиционную финскую музыку и музыкантов. В 1914 году, получив стипендию от Финно-угорского общества, Вяйсянен отправился в Россию собирать финские народные мелодии. Он совершил полевые поездки в Мордовию, Ингрию, вепсскую, Карелию. Его деятельность также ознаменовала новый этап в истории сбора народных песен сето в Эстонии. После первой поездки в 1912 году он совершил 6 полевых поездок в Эстонию между 1912 и 1923 годами.
С 1926 по 1957 год Вяйсянен занимал должность заведующего кафедрой народной музыки в Академии Сибелиуса, Хельсинки, Финляндия. С 1956 по 1959 год он был профессором музыковедения в Хельсинкском университете. Он умер в Хельсинки в возрасте 79 лет.